# Ganoderma philippii
Ganoderma philippii là một loài Basidiomycetes trong họ Ganodermataceae. Loài này được Bres. & Henn. ex Sacc. Bres. miêu tả khoa học đầu tiên năm.
Đây là loài gây hại của cây Acacia mangium, phát triển phổ biến ở Indonesia.